# Navioideae
Navioideae ist eine Unterfamilie der Pflanzenfamilie der Bromeliengewächse (Bromeliaceae). Die einzelnen Unterfamilien der Bromeliaceae unterscheiden sich besonders im Fruchttyp und dem Bau der Blüte. Sie enthält nur fünf Gattungen mit etwa 110 Arten in Südamerika.

## Merkmale

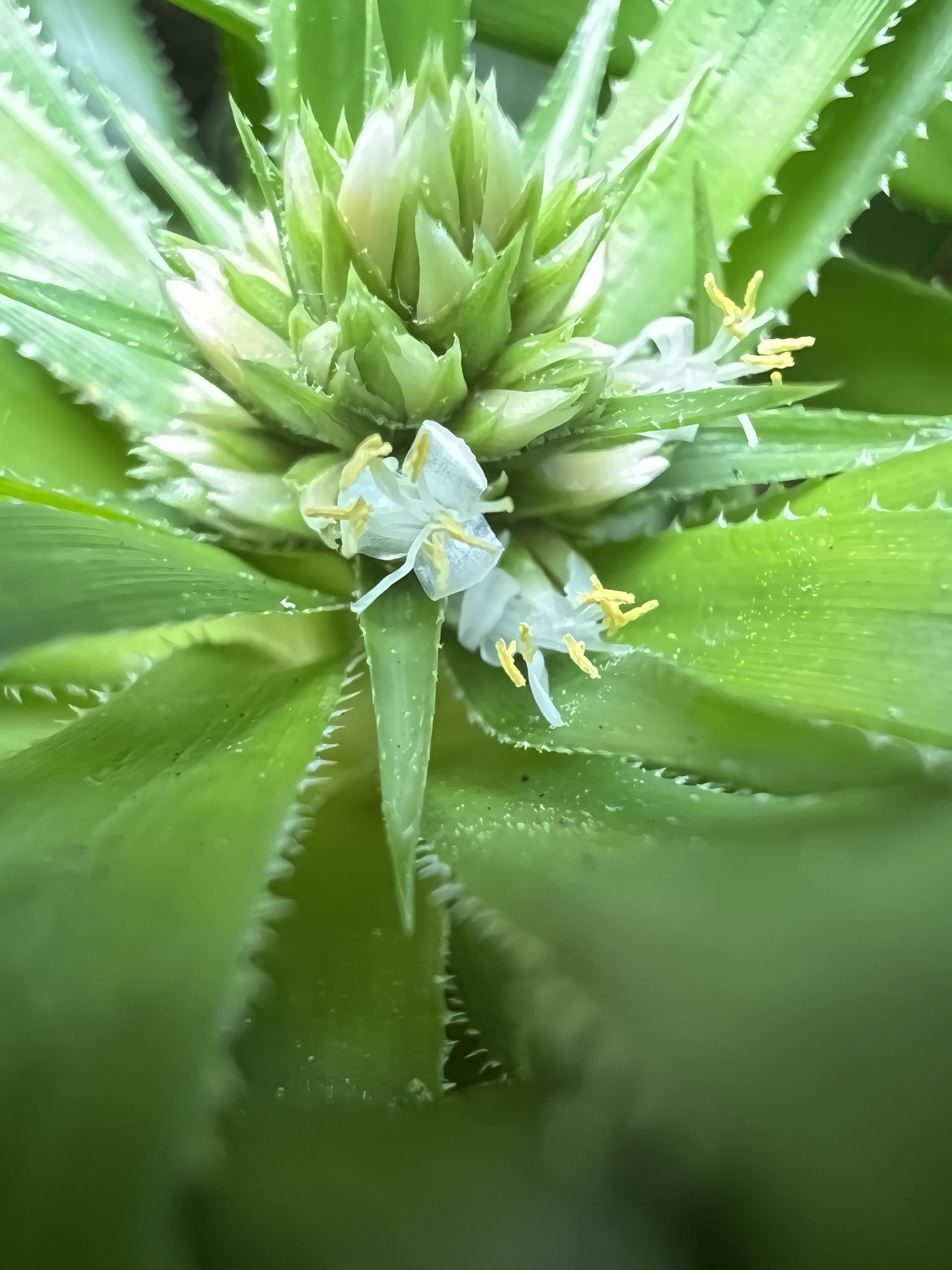
Blütenstand von Navia acaulis

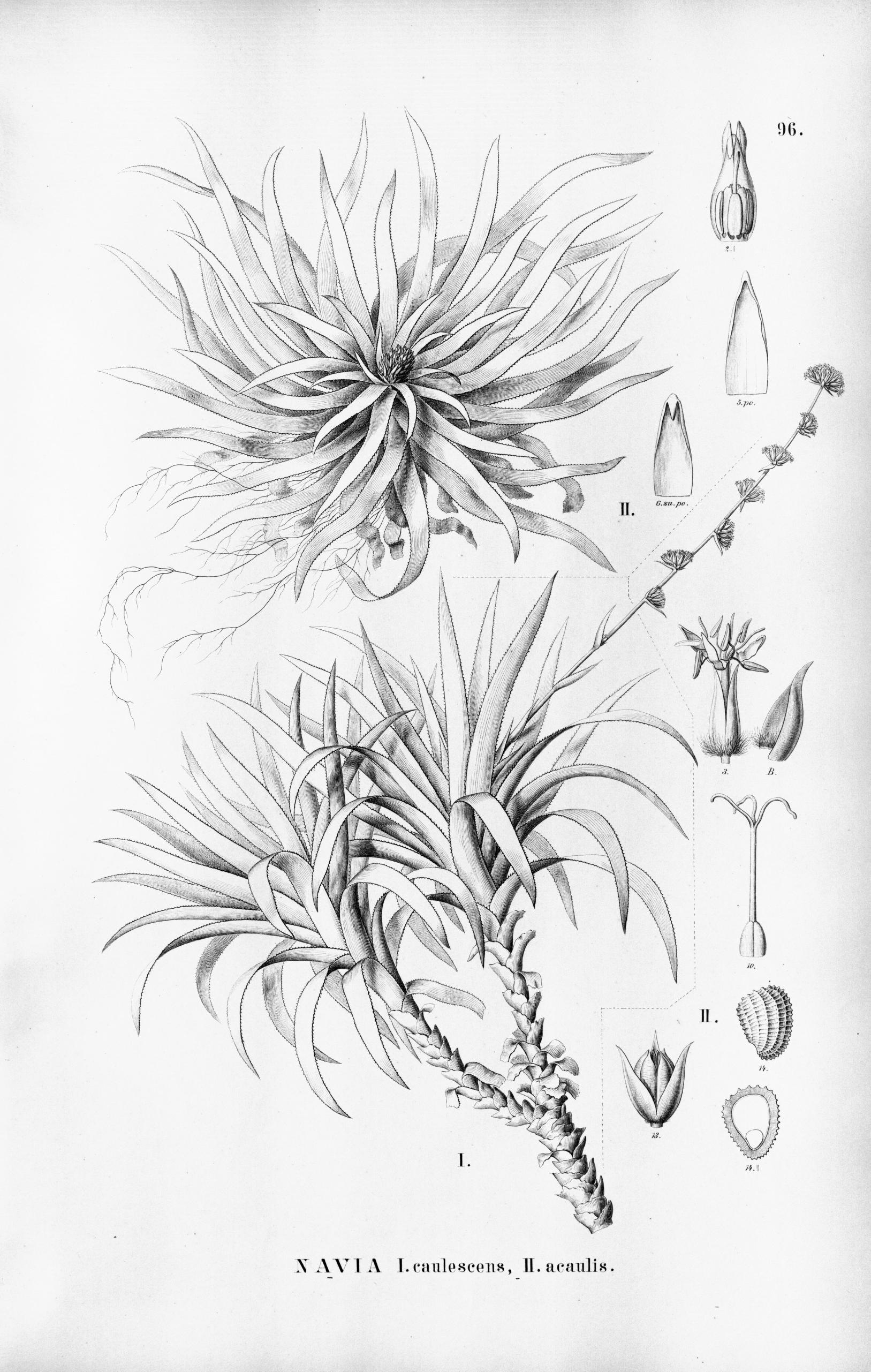
Illustration aus Martius, Eichler, Urban (Hrsg.): Flora Brasiliensis, Leipzig, 1894, Band 3, 3, Heft 115, Tafel 96 von Navia caulescens

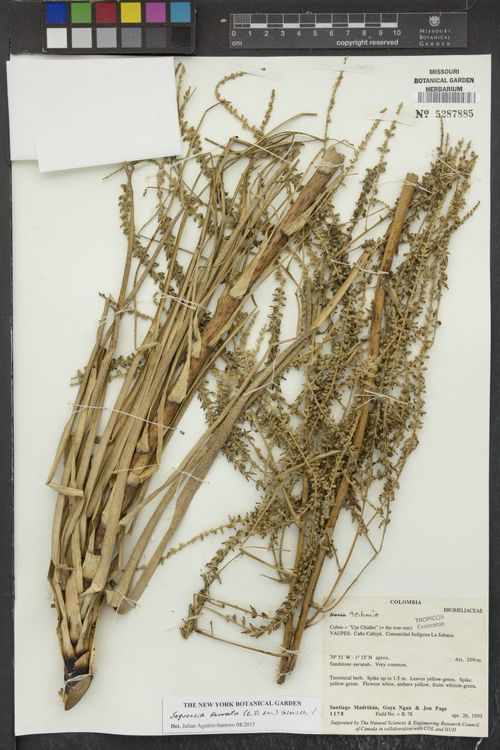
Herbarbeleg von Sequencia serrata

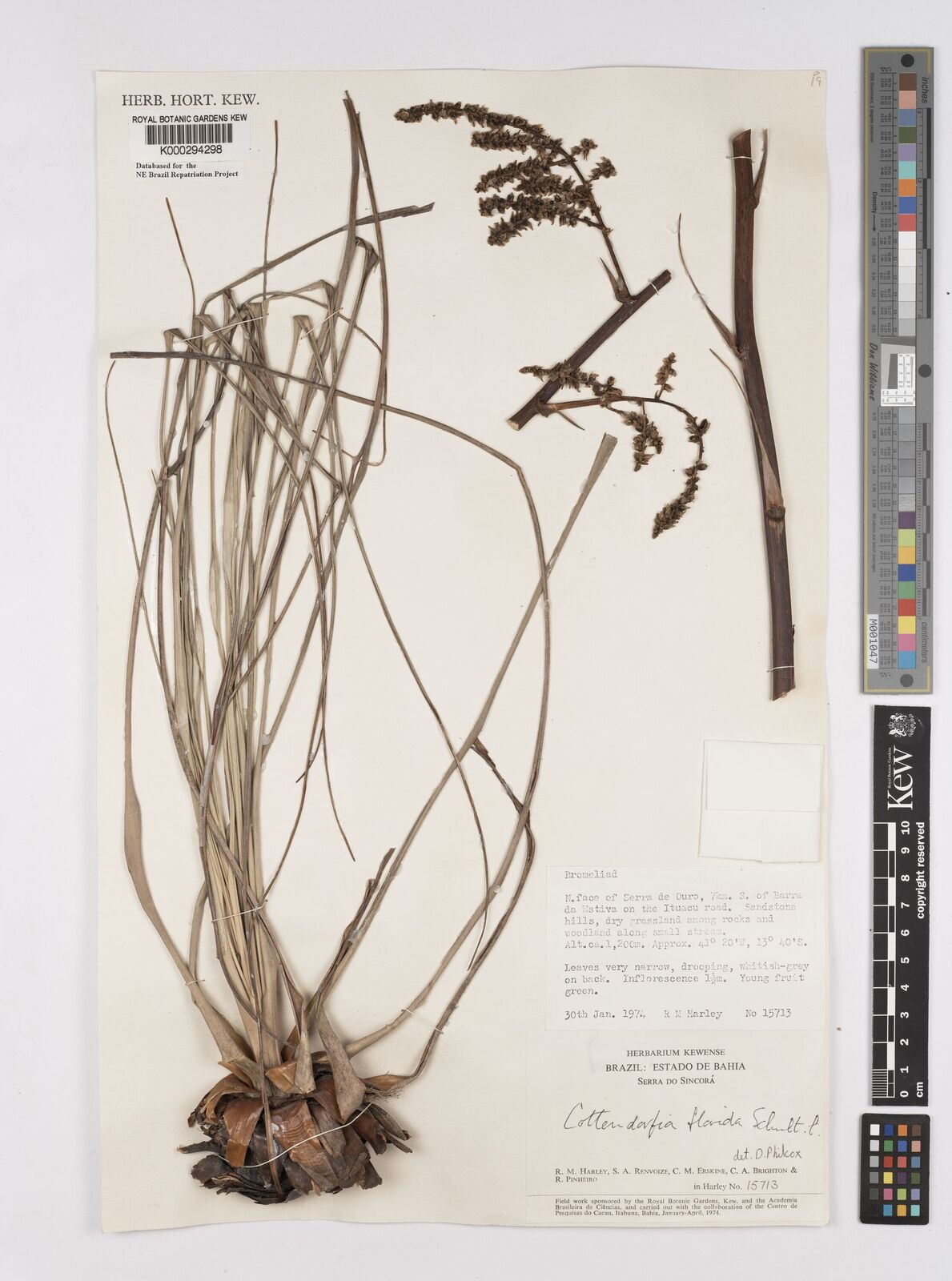
Herbarbeleg von Cottendorfia florida - RoyalBotanicalGardens K000294298 aus der Serra do Sincorá, Brasilien

Es handelt sich um ausdauernde krautige Pflanzen. Die Blüten sind dreizählig mit doppelter Blütenhülle.
Arten in dieser Unterfamilie Navioideae besitzen ursprünglichere Merkmale als die Arten der Unterfamilien Bromelioideae und Tillandsioideae.
In folgenden Merkmalen unterscheiden sich die Arten der Navioideae von den anderen Unterfamilien der Bromeliaceae:
- Fruchtknoten: mehr oder weniger oberständig.
- Früchte: Kapselfrüchte mit vielen Samen, die Anhängsel zum Fliegen haben können.
- Laubblätter: bewehrt.
- Sternchlorenchym fehlt (bei Brocchinioideae ist es vorhanden).
- meist terrestrisch, also auf dem Boden wachsend (Bei den beiden anderen Unterfamilien Tillandsioideae und Bromelioideae überwiegen die Epiphyten).
- Blütenformel: {\displaystyle \star \;K_{3}\;C_{3}\;A_{3+3}\;G_{\underline {(3)}}\;}

## Systematik und Verbreitung
Die Unterfamilie Navioideae wurde 1929 durch Hermann August Theodor Harms in Bromeliaceae Novae II. In: Notizblatt des Botanischen Gartens und Museums zu Berlin-Dahlem, Band 10, 96, S. 575 aufgestellt. Typusgattung ist Navia Mart. ex Schult. & Schult. f. Die Gattungen dieser Unterfamilie waren lange Zeit in die Unterfamilie Pitcairnioideae s. l. eingeordnet. Sie wurde 2007 durch Givnish et al. in Phylogeny, adaptive radiation, and historical biogeography of Bromeliaceae inferred from ndhF sequence data. In: Aliso, Volume 23, 2007, Rancho Santa Ana Botanic Garden, S. 3–26 reaktiviert.
Alle Arten kommen nur auf dem Guayana-Hochland und im nordöstlichen Brasilien und den Guyanas vor.
In die Unterfamilie Navioideae Harms gehören etwa fünf Gattungen mit etwa 110 Arten:
- Brewcaria L.B.Sm., Steyerm. & H.Rob.: Die etwa sechs Arten kommen im Guayana-Hochland im nordöstlichen Südamerika, nur in den Staaten Kolumbien und Venezuela vor.
- Sequencia Givnish:[4] Sie wurde 2007 aufgestellt mit nur einer einzigen Art:
  - Sequencia serrata (L.B.Sm.) Givnish (Syn.: Brocchinia serrata L.B.Sm.): Sie kommt nur in den kolumbianischen Departamentos Amazonas Vaupés vor.[3][1]
- Cottendorfia Schult. & Schult. f.:[4] Sie enthält nur eine Art:
  - Cottendorfia florida Schult. & Schult. f.: Sie kommt in Brasilien vor.
- Navia Mart. ex Schult. & Schult. f.:[4] Ihre etwa 94 Arten haben Merkmale, die innerhalb der Bromeliaceae als die ursprünglichsten interpretiert werden. Als Besonderheit sind sie windbestäubt. Verbreitungsgebiet ist das nordöstliche Südamerika (Kolumbien, Venezuela, Brasilien, Guyana und Suriname) mit dem Guayana-Hochland als Entwicklungszentrum.
- Steyerbromelia L.B.Sm.:[4] Die seit 2015 etwa neun Arten kommen Guayana-Hochland im nordöstlichen Südamerika, nur in Venezuela vor.

Der Stammbaum der Familie der Bromeliaceae mit seinen heute acht Unterfamilien:
|  | Tillandsioideae |
|  |                 |
|  | Hechtioideae    |
|  |                 |

|  | Bromelioideae |
|  |               |
|  | Puyoideae     |
|  |               |

|  | Pitcairnioideae s. str. |
|  |                         |

|  | Bromelioideae |
|  |               |
|  | Puyoideae     |
|  |               |

|  | Pitcairnioideae s. str. |
|  |                         |

|  | Tillandsioideae |
|  |                 |
|  | Hechtioideae    |
|  |                 |

|  | Bromelioideae |
|  |               |
|  | Puyoideae     |
|  |               |

|  | Pitcairnioideae s. str. |
|  |                         |

|  | Bromelioideae |
|  |               |
|  | Puyoideae     |
|  |               |

|  | Pitcairnioideae s. str. |
|  |                         |

|  | Tillandsioideae |
|  |                 |
|  | Hechtioideae    |
|  |                 |

|  | Bromelioideae |
|  |               |
|  | Puyoideae     |
|  |               |

|  | Pitcairnioideae s. str. |
|  |                         |

|  | Bromelioideae |
|  |               |
|  | Puyoideae     |
|  |               |

|  | Pitcairnioideae s. str. |
|  |                         |

|  | Tillandsioideae |
|  |                 |
|  | Hechtioideae    |
|  |                 |

|  | Bromelioideae |
|  |               |
|  | Puyoideae     |
|  |               |

|  | Pitcairnioideae s. str. |
|  |                         |

|  | Bromelioideae |
|  |               |
|  | Puyoideae     |
|  |               |

|  | Pitcairnioideae s. str. |
|  |                         |